# Ибрагимов, Хайле
Хайле Ибрагимов (азерб. Hayle İbrahimov; амх. ቀዳማዊ ደስታ ሃጎስ — Haile Desta Hagos; род. 1990) — азербайджанский легкоатлет эфиопского происхождения. Специализируется в беге на средние и длинные дистанции. Получил азербайджанское гражданство в 2009 году. Бронзовый призёр чемпионата Европы 2010 года в беге на 5000 метров. Серебряный призёр чемпионата Европы в помещении 2011 года на дистанции 3000 метров.
На Олимпийских играх 2012 года занял 9-е место.
Бронзовый призёр соревнований Weltklasse in Karlsruhe 2013 года на дистанции 3000 метров — 7.41,46.
Серебряный призёр соревнований International Meeting Val de Reuil 2013 года в беге на 3000 метров с национальным рекордом — 7.39,79.
Чемпион Европы в помещении 2013 года в беге на 3000 метров с результатом 7.49,74.
28 августа на предпоследнем этапе Бриллиантовой лиги в Цюрихе установил свой новый личный рекорд на дистанции 5000 метров 13:09.17.

## 2014—настоящее время
На чемпионате мира в помещении 2014 года занял 6-е место в беге на 3000 метров. Выступал на Континентальном кубке IAAF 2014 года за сборную Европы. На Кубке он бежал дистанцию 3000 метров, на которой занял 2-е место.